# Outside (chanson de George Michael)
Pour les articles homonymes, voir Outside (homonymie).
Singles de George Michael
You Have Been Loved
(1997) As
(1999)
Outside est une chanson de George Michael sortie en single en 1998.

## Genèse
Le 7 avril 1998, George Michael cherche à avoir une relation homosexuelle dans les toilettes publiques du Will Rogers Memorial Park de Beverly Hills, en Californie. Le même jour, l'officier de police américain Marcelo Rodriguez et son coéquipier patrouillent en civil dans le parc pour intercepter ce genre d'actes exhibitionnistes. Marcelo Rodriguez prend George Michael sur le fait et l'arrête pour atteinte à la pudeur dans un lieu public. George Michael est alors contraint de révéler officiellement son homosexualité.
À la fin de l'année 1998, George Michael compose Outside. Cette chanson évoque avec humour son arrestation et invite à pratiquer librement son amour en plein air.

## Un clip provocateur

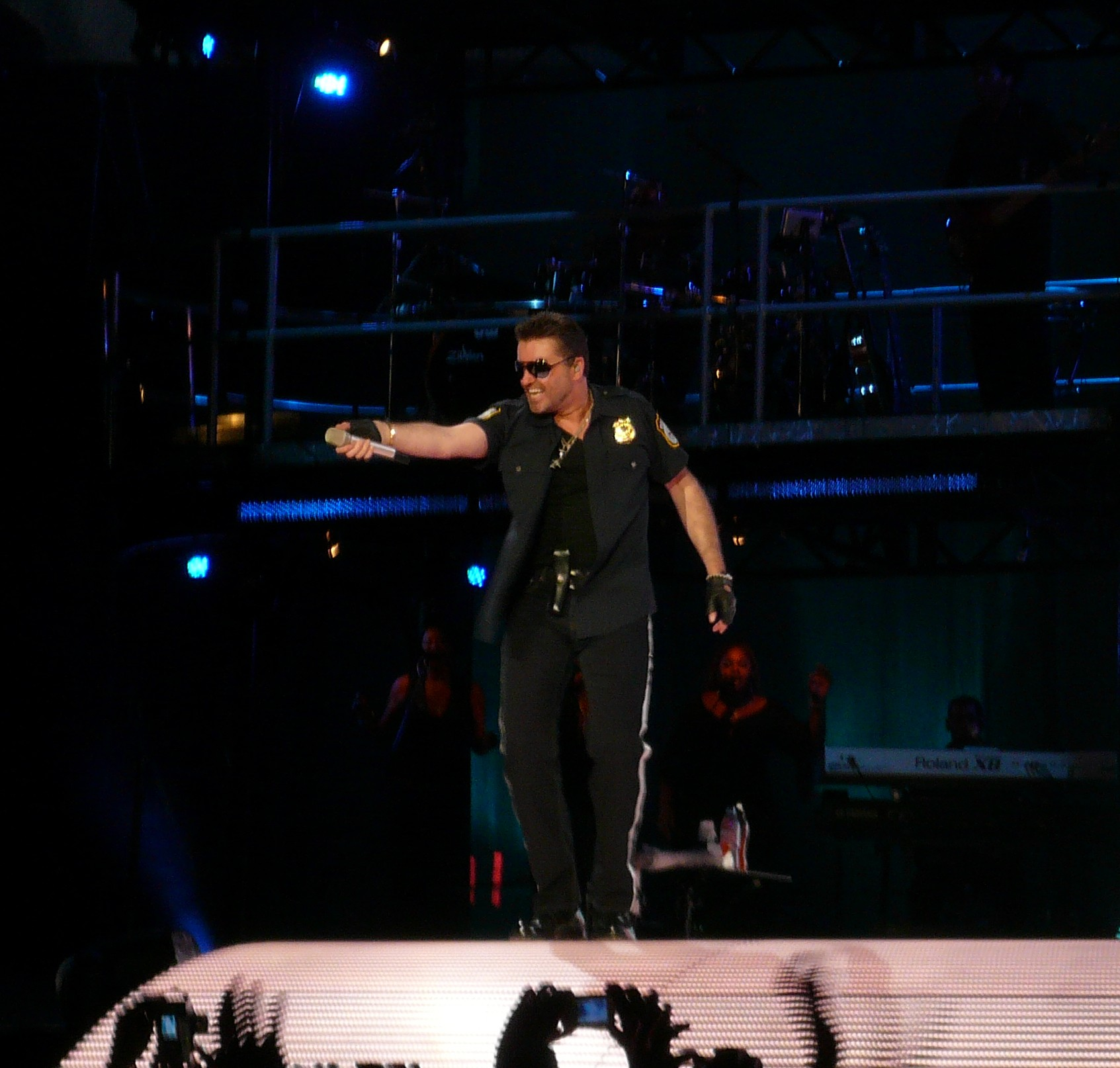
George Michael interprète Outside en tenue de policier sur la scène du Stade olympique d'Athènes en 2007.

Outside insiste sur les joies du sexe et de l'amour, tout comme I Want Your Sex en 1987. Dans le clip d'Outside, le réalisateur Vaughan Arnell montre ainsi différents types de couples qui s'embrassent. Mais ces couples sont constamment victimes du voyeurisme des journalistes ou de la police. L'image de la police américaine est d'ailleurs tournée en dérision dans le clip. En effet, le réalisateur met en scène George Michael, habillé en policier, en train de danser dans des toilettes transformées en piste de disco. Il s'agit ici d'une parodie de l'arrestation de George Michael. À la suite de ce clip, Marcelo Rodriguez, le policier qui a arrêté George Michael à Beverly Hills, a poursuivi le chanteur en justice pour diffamation, mais sa demande a été rejetée.
Sur les chaînes musicales françaises comme MCM, RFM TV ou encore MTV Hits, plusieurs scènes osées et provocantes sont censurées à l'aide de pixels telles que la scène où deux policiers s'embrassent ou encore celle où des rapports sexuels se déroulent dans un bureau[réf. nécessaire].

## Classements
Outside s'est classé 2e dans le hit-parade anglais et 26e dans le hit-parade français,.

## Liste des pistes
| No | Titre                          | Auteur         | Durée |
| -- | ------------------------------ | -------------- | ----- |
| 1. | Outside                        | George Michael | 4:45  |
| 2. | Fantasy '98                    | George Michael | 4:30  |
| 3. | Outside (remix de Jon Douglas) | George Michael | 8:04  |